# Minamoto Takahito
Minamoto Takahito (源 尊仁, MINAMOTO Takahito) né le 2 juillet 1993 à Kamigyō-ku de Kyoto au Japon, est un entrepreneur, homme d'affaires et investisseur immobilier japonais. Il est le fondateur, le directeur représentatif et le PDG de Mitaky High-Tech Corporation.ミタキ Il est également le fondateur et le président de la KUGE Society,,. Minamoto est un expert et un conseiller stratégique dans les domaines des robots agricoles et de l'agriculture intelligente auprès des gouvernements des nations asiatiques et africaines pour leurs stratégies de développement agricole.
Minamoto a travaillé comme chercheur en R&D au Laboratoire de robotique de terrain et au Laboratoire d'ingénierie de biodétection, tous deux de l'Université de Kyoto. Il a été stratège d'entreprise pour les investissements dans les énergies vertes au siège mondial de Yanmar Holdings Co., Ltd., un conglomérat multinational japonais, à Osaka, ainsi que chercheur autonome et développeur de robots au centre central de recherche et de développement de l'entreprise au Japon et à Florence, en Italie.

## Éducation
Minamoto a obtenu deux diplômes de maîtrise en sciences de l'Université de Kyoto, à Kyoto, au Japon,. L'un portail sur la robotique de terrain, délivré par l'École supérieure d'agriculture, et l'autre sur la politique environnement mondiale, délivré par l'École supérieure d'études environnementales mondiales. En 2012, Il a obtenu un diplôme d'analyse de données en recherche qualitative à l'Université Justus Liegbig de Giessen à Giessen, Hesse, Allemagne,. Minamoto est né le 2 juillet 1993 à Kamigyō-ku de Kyoto au Japon. Son nom de famille, Minamoto (源) est l'un des anciens et nobles noms de famille du Japon,,.

## Carrière

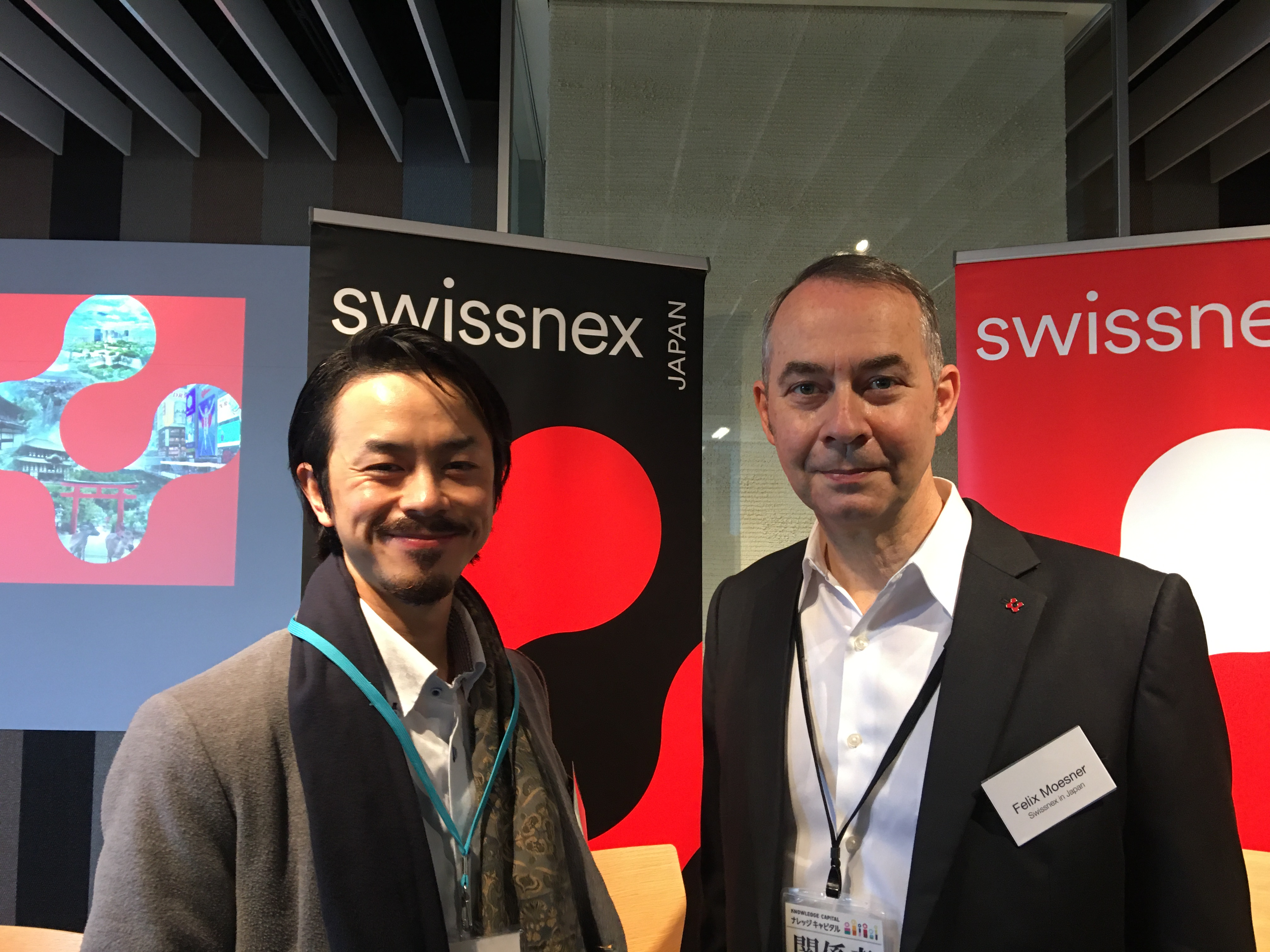
Minamoto (à gauche) avec Felix Moesner, consul de Suisse à Osaka

### Université de Kyoto
Minamoto a travaillé comme rédacteur pour un magazine scientifique officiel en anglais de l'Université de Kyoto — KyotoU Research News, à la Division des relations publiques de l'Université de Kyoto,. Il a également été chercheur en R&D au Laboratoire de robotique de terrain et au Laboratoire d'ingénierie de biodétection, tous deux issus de l'école supérieure d'agriculture. Au sein du Laboratoire de robotique de terrain, il a rédigé sa thèse sur le développement d'une nouvelle technologie de conduite autonome pour les repiqueuses du riz à l'aide d'un système de globale par satellite (GNSS) et d'un système de mesure inertielle (IMU) peu coûteux, sous la direction du professeur Iida Michihisa, l'un des principaux experts et scientifiques dans le domaine des robots agricoles du Japon et d'Asie,. Tout en développant la technologie autonome pour les machines agricoles au Japon, grâce à une subvention de recherche financée par l'Université de Kyoto, Minamoto a travaillé comme chercheur invité à l'Université nationale de Taiwan à Taipei et a effectué plusieurs voyages de recherche à Taiwan, afin de mener des enquêtes sur « les Agriculture 4.0 taïwanaise » politiques en matière de protection de l'environnement, avec le soutien de plusieurs chercheurs de l'université et du gouvernement municipal local de la ville de Tainan,. Après avoir réalisé les projets « les Agriculture 4.0 taïwanaise » et de repiqueuse de riz autonome, Minamoto a continué à réaliser un autre projet visant à développer un système de robots intérieurs intégrés autonomes entre des robots de récolte et des quadricoptères dans une serre, avec des chercheurs du Laboratoire d'ingénierie de biodétection, sous le mandat de un professeur de classe mondiale et expert dans le domaine des biocapteurs et des robots d'intérieur — Prof. Kondo Naoshi,.

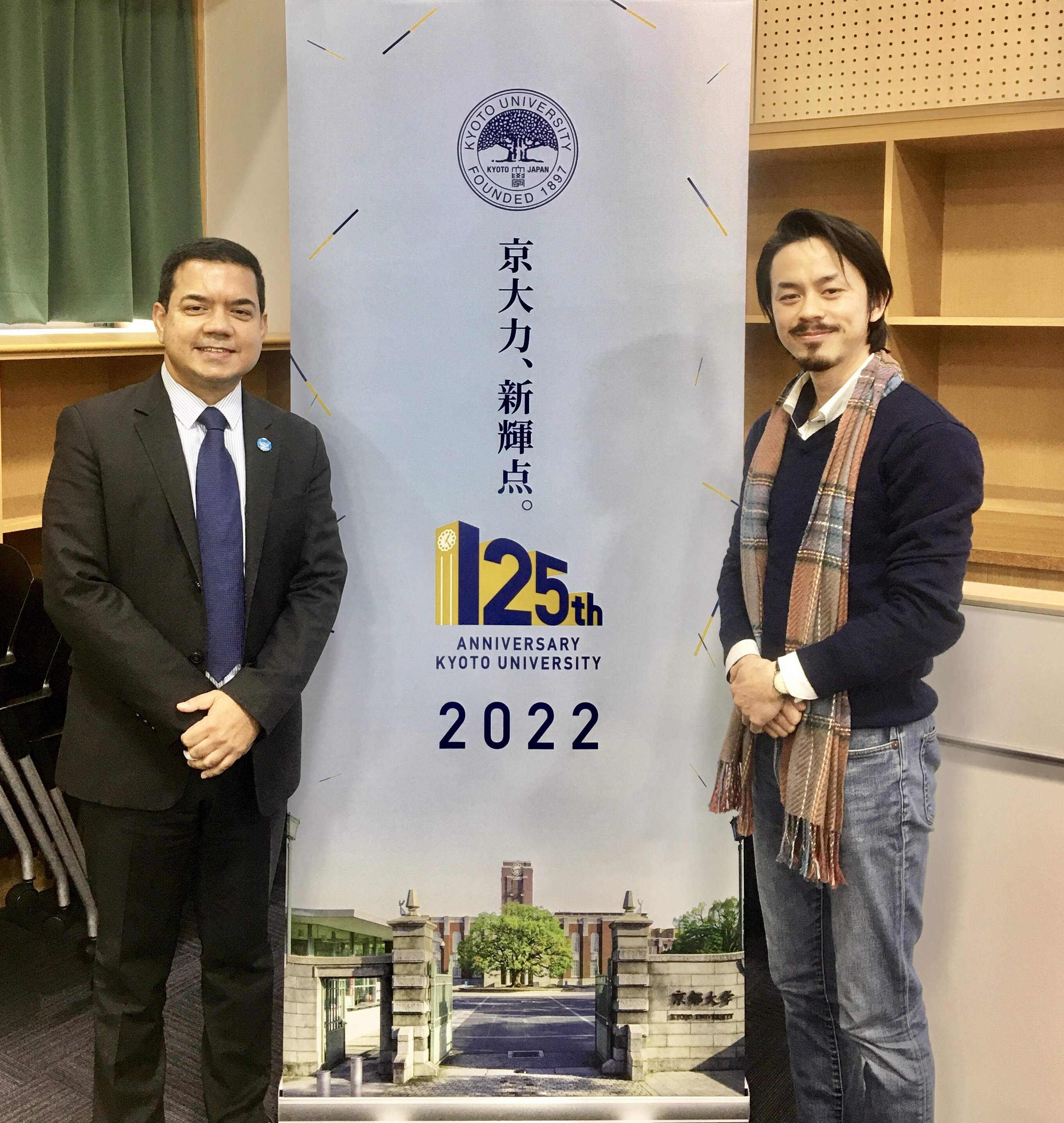
Takahito (à droite) avec Dr Anis Uzzaman à l'Université de Kyoto

### Yanmar Holdings
En 2018, Minamoto a occupé le poste de  chercheur en R&D au sein de la division Innovation at technologie, du centre de R&D d'un conglomérat multinational japonais — Yanmar Holdings, car il souhaitait contribuer directement au développement de robots agricoles et travailler en étroite collaboration avec les agriculteurs japonais, avec le soutien du Ministère de l'Agriculture, des Forêts et de la Pêche,. Au cours de cette période, avec d'autres ingénieurs principaux du centre mondial de R&D, Minamoto a contribué et développé de nombreuses machines autonomes et robotiques pour l'entreprise, notamment les robots repiqueurs de riz, les robots de moissonneuse-batteuse (type alimentation par tête) et, en particulier, le premier tracteur robotisé commercialisé au monde depuis 2018,. Il a été transféré au siège mondial du conglomérat à Umeda, Osaka, pour prendre en charge la planification stratégique des stratégies de neutralité carbone et la gestion d'un portefeuille d'investissement en l'énergie verte de 5 millions USD pour plus de 120 filiales du conglomérat à travers le monde.

### Mitaky High-Tech
Minamoto a fondé et dirige Mitaky High-Tech Corporation en tant que directeur représentatif et chef de la direction (PDG) depuis 2020,. Afin de réaliser la mission de contribuer aux progrès technologiques des économies émergentes de l'ASEAN et d'Afrique, en fournissant des services de recherche et développement sur les hautes technologies, ainsi que des services de transfert de technologies japonaises et de conseils en stratégies aux gouvernements dans les domaines des robots agricoles et de l'agriculture de précision. Depuis 2019, Minamoto a lancé et exploite son entreprise immobilière avec un portefeuille d'investissement de Minamoto Villa (源ヴィラ) — une entreprise de gestion de propriétés locatives et partagées au Japon,.